# Флаг Раменского городского округа
Флаг Ра́менского городского округа — опознавательно-правовой знак, составленный и употребляемый в соответствии с правилами геральдики и вексиллологии, служащий символом местного самоуправления Раменского городского округа Московской области Российской Федерации.
Ныне действующий флаг утверждён 28 января 2004 годакак флаг Раменского муниципального района и внесён в Государственный геральдический регистр Российской Федерации с присвоением регистрационного номера 1488.
Флаг является официальным символом района. Флаг призван в полной мере олицетворять собой самостоятельность местного самоуправления и воспитывать у жителей района чувство уважения к местным органам власти, патриотизма и гордости за свой район.
Законом Московской области от 18 апреля 2019 года № 58/2019−ОЗ все муниципальные образования Раменского муниципального района 4 мая 2019 года были преобразованы в Раменский городской округ.
Решением Совета депутатов Раменского городского округа от 23 сентября 2019 года № 2/3−СД, флаг Раменского муниципального района был утверждён флагом Раменского городского округа.

## Описание
Описание флага, утверждённое решением от 28 января 2004 года, гласило:
«Флаг представляет собой прямоугольное лазоревое полотнище с соотношением ширины к длине 2:3, несущее в центре двустороннее изображение основных элементов: трёхъярусная серебряная (белая) колокольня с золотыми (жёлтыми) кровлями и шпилем (в центре композиции), сопровождаемая по сторонам четырьмя зелёными елями, тонко окаймлёнными серебром (белым) — две и две, а внизу по всей длине полотнища — двумя узкими волнистыми серебряными (белыми) поясами, составляющими одну седьмую ширины флага».
Описание флага, утверждённое решением от 23 сентября 2019 года, гласит:
«Прямоугольное двухстороннее полотнище с отношением ширины к длине 2:3, воспроизводящее фигуры герба Раменского городского округа, выполненные синим, зелёным, белым и жёлтым цветом».
Описание герба: «В лазоревом поле — трёхъярусная серебряная колокольня с золотыми кровлями, воротами и шпилем, увенчанным золотым шестиконечным крестом, сопровождённая по сторонам четырьмя зелёными елями, тонко окаймлёнными серебром (две и две), а в оконечности — двумя узкими волнистыми серебряными поясами».

## Обоснование символики
Общий набор символов — воздух, вода, ели, указывает на географическое положение Раменского района «в зелёной зоне Москвы», где начинаются знаменитые Мещёры.
В нижней части флага — символическое изображение Борисоглебского озера (белые волнообразные линии на синем поле) — главной достопримечательности центра района — города Раменское.
Колокольня церкви Бориса и Глеба, построенная на берегу озера, — памятник архитектуры XVIII века, символизирует начало формирования нового поселения, в дальнейшем ставшего высокоразвитым центром Подмосковья.
Ёлочки вокруг колокольни расшифровывают топонимический смысл названия города Раменское: «раменье» — «опушка», «граница леса», тем самым делая флаг «гласным».

## См. также

Флаги муниципальных образований Раменского муниципального района
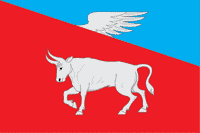
Флаг городского поселения Быково
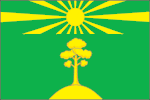
Флаг городского поселения Ильинский
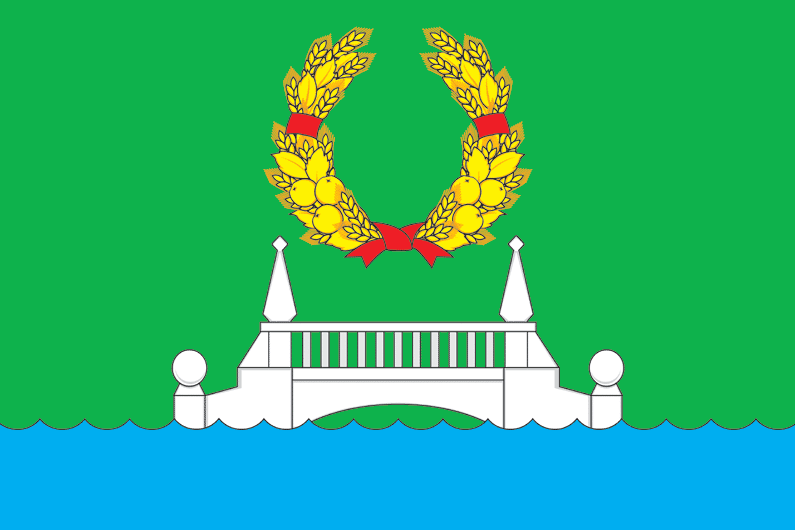
Флаг городского поселения Кратово
Флаг городского поселения Раменское
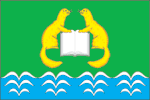
Флаг городского поселения Родники
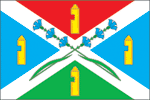
Флаг городского поселения Удельная
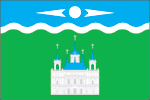
Флаг сельского поселения Верейское
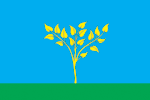
Флаг сельского поселения Вялковское
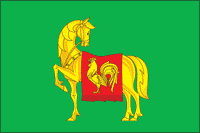
Флаг сельского поселения Ганусовское
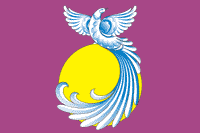
Флаг сельского поселения Гжельское
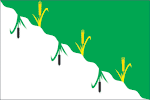
Флаг сельского поселения Заболотьевское
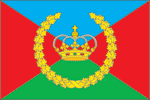
Флаг сельского поселения Константиновское
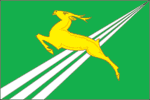
Флаг сельского поселения Кузнецовское
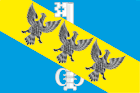
Флаг сельского поселения Никоновское
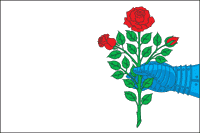
Флаг сельского поселения Новохаритоновское
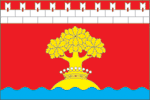
Флаг сельского поселения Островецкое
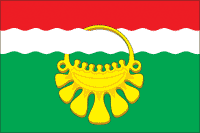
Флаг сельского поселения Рыболовское
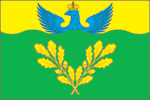
Флаг сельского поселения Сафоновское
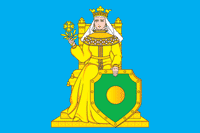
Флаг сельского поселения Софьинское
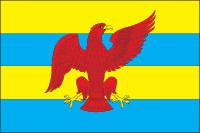
Флаг сельского поселения Ульянинское
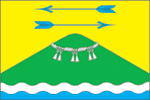
Флаг сельского поселения Чулковское